# Patricia Li
 Rosa Patricia Li Sotelo (Lima, 1 de enero de 1961) es una contadora pública y política peruana. Fue alcaldesa del distrito de Punta Negra durante el 2003 hasta diciembre del 2006 y es la actual presidenta del partido Somos Perú desde 2017.

## Biografía
Nació en Pueblo Libre, el 1 de enero de 1961.
Realizó sus estudios primarios y secundarios en el Colegio Privado El Carmelo del distrito de Pueblo Libre.
Estudió la carrera de Contabilidad en la Universidad Inca Garcilaso de la Vega.

## Vida política
Es militante del partido Somos Perú fundado por el histórico exalcalde de Lima Alberto Andrade. En el partido fue Secretaria Distrital (2003-2006) y Secretaria Política Provincial (2004-2006).

### Alcaldesa de Punta Negra
En las elecciones municipales del 2002, fue elegida Alcaldesa de Punta Negra por Somos Perú para el periodo municipal 2003-2006.
Intentó nuevamente su reelección en las elecciones municipales del 2006, sin embargo no resultó reelegida.
En las elecciones municipales del 2010, postuló a la Alcaldía de Pueblo Libre por Somos Perú, sin embargo no resultó elegida.
En las elecciones generales del 2016, postuló al Congreso de la República por la Alianza para el Progreso del Perú (coalición con Somos Perú). A finales de las elecciones, solo miembros de Alianza para el Progreso fueron elegidos y ninguno de Somos Perú.

### Presidenta de Somos Perú
El 17 de abril del 2017, Li asumió la Presidencia del partido derrotando a Roberto Gómez Baca para el periodo 2017-2021.
Durante su gestión en el partido, Li fue criticada por varios miembros de su partido, entre ellos Juan Carlos Zurek y Manuel Masías, de aceptar a Daniel Salaverry como candidato presidencial y al expresidente Martín Vizcarra como candidato al Congreso de la República para las elecciones generales del 2021.